# もう一度パパと呼ばれる日
『もう一度パパと呼ばれる日』（もういちどパパとよばれるひ）は、2023年6月7日（6日深夜）から6月28日（27日深夜）まで、フジテレビの「火曜ACTION!」枠（関東ローカル）で放送されたテレビドラマ。主演はEXILE NAOTO。

## キャスト

### 主要人物
三倉健二（みくら けんじ）
演 - EXILE NAOTO
主人公。妻と別れ、2人の子供たちとも離れて暮らす前向性健忘症の男性。

### 三倉家
三倉美沙子（みくら みさこ）
演 - 前田亜季
健二の元妻。離婚を切りだした健二を引き留めきれず、彼と別れる。
末期がんを宣告される。
三倉雪穂（みくら ゆきほ）
演 - 梨里花
小学6年生の長女。
三倉春（みくら はる）
演 - 石塚陸翔
保育園年長で甘えん坊の末息子。

### リサイクルショップ
健二の働くリサイクルショップ。
鈴木太郎（すずき たろう）
演 - 八嶋智人
店長。
迫田翔（さこた しょう）
演 - 木村慧人（FANTASTICS）
新人アルバイト。
大木みどり（おおき みどり）
演 - 山田キヌヲ
常連客。

### その他
澤木義剛（さわき よしたけ）
演 - 信太昌之
健二の義理の父（美沙子の父）。

## スタッフ
- プロデュース - 宋ハナ
- 演出 - 西岡和宏
- 脚本 - 上田迅
- 制作 - フジテレビ ドラマ・映画制作部[1]
- 制作著作 - フジテレビ[1]

## 放送日程
| 話数  | 放送日  | サブタイトル                                 |
| ----- | ------- | -------------------------------------------- |
| 第1話 | 6月07日 | 毎日記憶がリセットされる父親と2年ぶりの再会  |
| 第2話 | 6月14日 | 毎日記憶がリセットされる父親と子供たちの日々 |
| 第3話 | 6月21日 | 娘の失踪ーそしてすべてを失くしてしまう       |
| 第4話 | 6月28日 | 衝撃と感動、涙の最終話!                      |